# أدريان كول
أدريان كول (بالإنجليزية: Adrian Cole) هو طيار أسترالي، ولد في 19 يونيو 1895 في غلن أيريس ‏ في أستراليا، وتوفي في 14 فبراير 1966 في ملبورن في أستراليا.